# Pseudogilbia sanblasensis
Pseudogilbia sanblasensis es una especie de pez marino actinopterigio, la única del género Pseudogilbia. Su nombre es en honor del ictiólogo J. D. Ogilby y sanblasensis es por la localidad donde se descubrió, el archipiélago de San Blas (Panamá).

## Morfología
Con la forma del cuerpo típica de las brótulas vivíparas, la longitud máxima descrita es de 6,6 cm. Esta especie se distingue por los siguientes caracteres: la fosa nasal anterior está colocada bajo el hocico, punta de la espina opercular libre; órganos copuladores masculinos de mayor tamaño que en todas las demás especies americanas de su familia, ojos grandes, tres espinas alargadas en el arco branquial anterior.

## Distribución y hábitat
Es un pez marino de agua de clima tropical, asociado a arrecife, que se distribuye por el mar Caribe en Panamá.